# Lista de distritos rurais da Alemanha
A Alemanha está dividida em 401 governos distritais; dos quais 294 são distritos rurais (Landkreise) ou simplesmente distritos (Kreis), e 107 distritos urbanos (Stadtkreise) ou cidades independentes (Kreisfreie Städte)  - cidades que detêm o estatuto de distrito. Esta é a lista dos distritos rurais (Landkreise).
| Distritos Rurais (Landkreis)     | Land                             | Capital                |
| -------------------------------- | -------------------------------- | ---------------------- |
| Aquisgrano                       | Renânia do Norte-Vestfália       | Aquisgrano¹            |
| Ahrweiler                        | Renânia-Palatinado               | Bad Neuenahr-Ahrweiler |
| Aichach-Friedberg                | Baviera                          | Aichach                |
| Alb-Donau                        | Baden-Württemberg                | Ulm¹                   |
| Altenburger Land                 | Turíngia                         | Altenburg              |
| Altenkirchen                     | Renânia-Palatinado               | Altenkirchen           |
| Altmarkkreis Salzwedel           | Saxônia-Anhalt                   | Salzwedel              |
| Altötting                        | Baviera                          | Altötting              |
| Alzey-Worms                      | Renânia-Palatinado               | Alzey                  |
| Amberg-Sulzbach                  | Baviera                          | Amberg¹                |
| Ammerland                        | Baixa Saxônia                    | Westerstede            |
| Anhalt-Bitterfeld                | Saxônia-Anhalt                   | Köthen                 |
| Ansbach                          | Baviera                          | Ansbach¹               |
| Aschafemburgo                    | Baviera                          | Aschafemburgo¹         |
| Augsburg                         | Baviera                          | Augsburg¹              |
| Aurich                           | Baixa Saxônia                    | Aurich                 |
| Bad Doberan                      | Mecklemburgo-Pomerânia Ocidental | Bad Doberan            |
| Bad Dürkheim                     | Renânia-Palatinado               | Bad Dürkheim           |
| Bad Kissingen                    | Baviera                          | Bad Kissingen          |
| Bad Kreuznach                    | Renânia-Palatinado               | Bad Kreuznach          |
| Bad Tölz-Wolfratshausen          | Baviera                          | Bad Tölz               |
| Bamberg                          | Baviera                          | Bamberg¹               |
| Barnim                           | Brandemburgo                     | Eberswalde             |
| Bautzen                          | Saxônia                          | Bautzen                |
| Bayreuth                         | Baviera                          | Bayreuth¹              |
| Bentheim                         | Baixa Saxônia                    | Nordhorn               |
| Berchtesgadener Land             | Baviera                          | Bad Reichenhall        |
| Bergstrasse                      | Hesse                            | Heppenheim             |
| Bernkastel-Wittlich              | Renânia-Palatinado               | Wittlich               |
| Biberach                         | Baden-Württemberg                | Biberach               |
| Birkenfeld                       | Renânia-Palatinado               | Birkenfeld             |
| Eifelkreis Bitburg-Prüm          | Renânia-Palatinado               | Bitburg                |
| Böblingen                        | Baden-Württemberg                | Böblingen              |
| Bodenseekreis                    | Baden-Württemberg                | Friedrichshafen        |
| Böblingen                        | Baden-Württemberg                | Böblingen              |
| Börde                            | Saxônia-Anhalt                   | Haldensleben           |
| Borken                           | Renânia do Norte-Vestfália       | Borken                 |
| Breisgau-Hochschwarzwald         | Baden-Württemberg                | Freiburg¹              |
| Burgenlandkreis                  | Saxônia-Anhalt                   | Naumburg               |
| Calw                             | Baden-Württemberg                | Calw                   |
| Celle                            | Baixa Saxônia                    | Celle                  |
| Cham                             | Baviera                          | Cham                   |
| Cleves (Kleve)                   | Renânia do Norte-Vestfália       | Cleves (Kleve)         |
| Cloppenburg                      | Baixa Saxônia                    | Cloppenburg            |
| Coburg                           | Baviera                          | Coburg¹                |
| Cochem-Zell                      | Renânia-Palatinado               | Cochem                 |
| Coesfeld                         | Renânia do Norte-Vestfália       | Coesfeld               |
| Cuxhaven                         | Baixa Saxônia                    | Cuxhaven               |
| Dachau                           | Baviera                          | Dachau                 |
| Dahme-Spreewald                  | Brandemburgo                     | Lübben                 |
| Darmstadt-Dieburg                | Hesse                            | Darmstadt¹             |
| Deggendorf                       | Baviera                          | Deggendorf             |
| Demmin                           | Mecklemburgo-Pomerânia Ocidental | Demmin                 |
| Grafschaft Diepholz              | Baixa Saxônia                    | Diepholz               |
| Dillingen                        | Baviera                          | Dillingen              |
| Dingolfing-Landau                | Baviera                          | Dingolfing             |
| Dithmarschen                     | Schleswig-Holstein               | Heide                  |
| Donau-Ries                       | Baviera                          | Donauwörth             |
| Donnersbergkreis                 | Renânia-Palatinado               | Kirchheimbolanden      |
| Düren                            | Renânia do Norte-Vestfália       | Düren                  |
| Ebersberg                        | Baviera                          | Ebersberg              |
| Eichsfeld                        | Turíngia                         | Heilbad Heiligenstadt  |
| Eichstätt                        | Baviera                          | Eichstätt              |
| Elbe-Elster                      | Brandemburgo                     | Herzberg               |
| Emmendingen                      | Baden-Württemberg                | Emmendingen            |
| Emsland                          | Baixa Saxônia                    | Meppen                 |
| Ennepe-Ruhr                      | Renânia do Norte-Vestfália       | Schwelm                |
| Enzkreis                         | Baden-Württemberg                | Pforzheim¹             |
| Erding                           | Baviera                          | Erding                 |
| Erlangen-Höchstadt               | Baviera                          | Erlangen¹              |
| Erzgebirgskreis                  | Saxônia                          | Annaberg-Buchholz      |
| Esslingen                        | Baden-Württemberg                | Esslingen              |
| Euskirchen                       | Renânia do Norte-Vestfália       | Euskirchen             |
| Forchheim                        | Baviera                          | Forchheim              |
| Frisinga                         | Baviera                          | Frisinga               |
| Freudenstadt                     | Baden-Württemberg                | Freudenstadt           |
| Freyung-Grafenau                 | Baviera                          | Freyung                |
| Friesland                        | Baixa Saxônia                    | Jever                  |
| Fulda                            | Hesse                            | Fulda                  |
| Fürstenfeldbruck                 | Baviera                          | Fürstenfeldbruck       |
| Fürth                            | Baviera                          | Zirndorf               |
| Garmisch-Partenkirchen           | Baviera                          | Garmisch-Partenkirchen |
| Germersheim                      | Renânia-Palatinado               | Germersheim            |
| Gießen                           | Hesse                            | Gießen                 |
| Gifhorn                          | Baixa Saxônia                    | Gifhorn                |
| Göppingen                        | Baden-Württemberg                | Göppingen              |
| Görlitz                          | Saxônia                          | Görlitz                |
| Goslar                           | Baixa Saxônia                    | Goslar                 |
| Gotha                            | Turíngia                         | Gotha                  |
| Göttingen                        | Baixa Saxônia                    | Göttingen              |
| Greiz                            | Turíngia                         | Greiz                  |
| Groß-Gerau                       | Hesse                            | Groß-Gerau             |
| Günzburg                         | Baviera                          | Günzburg               |
| Güstrow                          | Mecklemburgo-Pomerânia Ocidental | Güstrow                |
| Gütersloh                        | Renânia do Norte-Vestfália       | Gütersloh              |
| Hamelin-Pyrmont (Hameln-Pyrmont) | Baixa Saxônia                    | Hamelin (Hameln)       |
| Hanover (Hannover)               | Baixa Saxônia                    | Hanover (Hannover)     |
| Harburg                          | Baixa Saxônia                    | Winsen                 |
| Harz                             | Saxônia-Anhalt                   | Halberstadt            |
| Haßberge                         | Baviera                          | Haßfurt                |
| Havelland                        | Brandemburgo                     | Rathenow               |
| Heidenheim                       | Baden-Württemberg                | Heidenheim             |
| Heilbronn                        | Baden-Württemberg                | Heilbronn¹             |
| Heinsberg                        | Renânia do Norte-Vestfália       | Heinsberg              |
| Helmstedt                        | Baixa Saxônia                    | Helmstedt              |
| Herford                          | Renânia do Norte-Vestfália       | Herford                |
| Hersfeld-Rotenburg               | Hesse                            | Bad Hersfeld           |
| Hildburghausen                   | Turíngia                         | Hildburghausen         |
| Hildesheim                       | Baixa Saxônia                    | Hildesheim             |
| Hochsauerland                    | Renânia do Norte-Vestfália       | Meschede               |
| Hochtaunuskreis                  | Hesse                            | Bad Homburg            |
| Hof                              | Baviera                          | Hof                    |
| Hohenlohekreis                   | Baden-Württemberg                | Künzelsau              |
| Holzminden                       | Baixa Saxônia                    | Holzminden             |
| Höxter                           | Renânia do Norte-Vestfália       | Höxter                 |
| Ilm-Kreis                        | Turíngia                         | Arnstadt               |
| Jerichower Land                  | Saxônia-Anhalt                   | Burg                   |
| Kaiserslautern                   | Renânia-Palatinado               | Kaiserslautern¹        |
| Karlsruhe                        | Baden-Württemberg                | Karlsruhe¹             |
| Kassel                           | Hesse                            | Kassel¹                |
| Kelheim                          | Baviera                          | Kelheim                |
| Kitzingen                        | Baviera                          | Kitzingen              |
| Konstanz                         | Baden-Württemberg                | Konstanz               |
| Kronach                          | Baviera                          | Kronach                |
| Kulmbach                         | Baviera                          | Kulmbach               |
| Kusel                            | Renânia-Palatinado               | Kusel                  |
| Kyffhäuserkreis                  | Turíngia                         | Sondershausen          |
| Lahn-Dill                        | Hesse                            | Wetzlar                |
| Landsberg                        | Baviera                          | Landsberg              |
| Landshut                         | Baviera                          | Landshut¹              |
| Herzogtum Lauenburg              | Schleswig-Holstein               | Ratzeburg              |
| Leer                             | Baixa Saxônia                    | Leer                   |
| Leipzig                          | Saxônia                          | Borna                  |
| Lichtenfels                      | Baviera                          | Lichtenfels            |
| Limburg-Weilburg                 | Hesse                            | Limburg                |
| Lindau                           | Baviera                          | Lindau                 |
| Lippe                            | Renânia do Norte-Vestfália       | Detmold                |
| Löbau-Zittau                     | Saxônia                          | Zittau                 |
| Lörrach                          | Baden-Württemberg                | Lörrach                |
| Lüchow-Dannenberg                | Baixa Saxônia                    | Lüchow                 |
| Ludwigsburg                      | Baden-Württemberg                | Ludwigsburg            |
| Ludwigslust                      | Mecklemburgo-Pomerânia Ocidental | Ludwigslust            |
| Luneburgo                        | Baixa Saxônia                    | Luneburgo              |
| Main-Kinzig                      | Hesse                            | Hanau                  |
| Main-Spessart                    | Baviera                          | Karlstadt am Main      |
| Main-Tauber                      | Baden-Württemberg                | Tauberbischofsheim     |
| Main-Taunus                      | Hesse                            | Hofheim                |
| Mainz-Bingen                     | Renânia-Palatinado               | Ingelheim              |
| Mansfeld-Südharz                 | Saxônia-Anhalt                   | Sangerhausen           |
| Marburg-Biedenkopf               | Hesse                            | Marburg                |
| Märkischer Kreis                 | Renânia do Norte-Vestfália       | Lüdenscheid            |
| Märkisch-Oderland                | Brandemburgo                     | Seelow                 |
| Mayen-Koblenz                    | Renânia-Palatinado               | Koblenz¹               |
| Mecklemburgo-Strelitz            | Mecklemburgo-Pomerânia Ocidental | Neustrelitz            |
| Meißen                           | Saxônia                          | Meißen                 |
| Merzig-Wadern                    | Serre                            | Merzig                 |
| Mettmann                         | Renânia do Norte-Vestfália       | Mettmann               |
| Miesbach                         | Baviera                          | Miesbach               |
| Miltenberg                       | Baviera                          | Miltenberg             |
| Minden-Lübbecke                  | Renânia do Norte-Vestfália       | Minden                 |
| Mittelsachsen                    | Saxônia                          | Freiberg               |
| Mühldorf                         | Baviera                          | Mühldorf               |
| Muldentalkreis                   | Saxônia                          | Grimma                 |
| Munique                          | Baviera                          | Munique¹ (München)     |
| Müritz                           | Mecklemburgo-Pomerânia Ocidental | Waren                  |
| Neckar-Odenwald                  | Baden-Württemberg                | Mosbach                |
| Neuburg-Schrobenhausen           | Baviera                          | Neuburg                |
| Neumarkt                         | Baviera                          | Neumarkt               |
| Neunkirchen                      | Saarland                         | Ottweiler              |
| Neuss                            | Renânia do Norte-Vestfália       | Neuss                  |
| Neustadt (Aisch)-Bad Windsheim   | Baviera                          | Neustadt (Aisch)       |
| Neustadt (Waldnaab)              | Baviera                          | Neustadt (Waldnaab)    |
| Neu-Ulm                          | Baviera                          | Neu-Ulm                |
| Neuwied                          | Renânia-Palatinado               | Neuwied                |
| Nienburg                         | Baixa Saxônia                    | Nienburg               |
| Nordfriesland                    | Schleswig-Holstein               | Husum                  |
| Nordhausen                       | Turíngia                         | Nordhausen             |
| Nordsachsen                      | Saxônia                          | Torgau                 |
| Nordvorpommern                   | Mecklemburgo-Pomerânia Ocidental | Grimmen                |
| Nordwestmecklenburg              | Mecklemburgo-Pomerânia Ocidental | Grevesmühlen           |
| Northeim                         | Baixa Saxônia                    | Northeim               |
| Nürnberger Land                  | Baviera                          | Lauf                   |
| Oberallgäu                       | Baviera                          | Sonthofen              |
| Oberbergischer Kreis             | Renânia do Norte-Vestfália       | Gummersbach            |
| Oberhavel                        | Brandemburgo                     | Oranienburg            |
| Oberspreewald-Lausitz            | Brandemburgo                     | Senftenberg            |
| Odenwaldkreis                    | Hesse                            | Erbach                 |
| Oder-Spree                       | Brandemburgo                     | Beeskow                |
| Offenbach                        | Hesse                            | Dietzenbach            |
| Oldenburg                        | Baixa Saxônia                    | Wildeshausen           |
| Olpe                             | Renânia do Norte-Vestfália       | Olpe                   |
| Ortenaukreis                     | Baden-Württemberg                | Offenburg              |
| Osnabrück                        | Baixa Saxônia                    | Osnabrück¹             |
| Ostalbkreis                      | Baden-Württemberg                | Aalen                  |
| Ostallgäu                        | Baviera                          | Marktoberdorf          |
| Osterholz                        | Baixa Saxônia                    | Osterholz-Scharmbeck   |
| Ostholstein                      | Schleswig-Holstein               | Eutin                  |
| Ostprignitz-Ruppin               | Brandemburgo                     | Neuruppin              |
| Ostvorpommern                    | Mecklemburgo-Pomerânia Ocidental | Anklam                 |
| Paderborn                        | Renânia do Norte-Vestfália       | Paderborn              |
| Parchim                          | Mecklemburgo-Pomerânia Ocidental | Parchim                |
| Passau                           | Baviera                          | Passau¹                |
| Peine                            | Baixa Saxônia                    | Peine                  |
| Pfaffenhofen                     | Baviera                          | Pfaffenhofen (Ilm)     |
| Pinneberg                        | Schleswig-Holstein               | Pinneberg              |
| Plön                             | Schleswig-Holstein               | Plön                   |
| Potsdam-Mittelmark               | Brandemburgo                     | Belzig                 |
| Prignitz                         | Brandemburgo                     | Perleberg              |
| Rastatt                          | Baden-Württemberg                | Rastatt                |
| Ravensburg                       | Baden-Württemberg                | Ravensburg             |
| Recklinghausen                   | Renânia do Norte-Vestfália       | Recklinghausen         |
| Regen                            | Baviera                          | Regen                  |
| Ratisbona                        | Baviera                          | Ratisbona¹             |
| Rems-Murr                        | Baden-Württemberg                | Waiblingen             |
| Rendsburg-Eckernförde            | Schleswig-Holstein               | Rendsburg              |
| Reutlingen                       | Baden-Württemberg                | Reutlingen             |
| Rhein-Erft-Kreis                 | Renânia do Norte-Vestfália       | Bergheim               |
| Rheingau-Taunus                  | Hesse                            | Bad Schwalbach         |
| Rhein-Hunsrück                   | Renânia-Palatinado               | Simmern                |
| Rheinisch-Bergischer Kreis       | Renânia do Norte-Vestfália       | Bergisch-Gladbach      |
| Rhein-Lahn                       | Renânia-Palatinado               | Bad Ems                |
| Rhein-Neckar                     | Baden-Württemberg                | Heidelberg¹            |
| Rhein-Pfalz-Kreis                | Renânia-Palatinado               | Ludwigshafen¹          |
| Rhein-Sieg                       | Renânia do Norte-Vestfália       | Siegburg               |
| Rhön-Grabfeld                    | Baviera                          | Bad Neustadt           |
| Riesa-Großenhain                 | Saxônia                          | Großenhain             |
| Rosenheim                        | Baviera                          | Rosenheim¹             |
| Rotenburg                        | Baixa Saxônia                    | Rotenburg              |
| Roth                             | Baviera                          | Roth                   |
| Rottal-Inn                       | Baviera                          | Pfarrkirchen           |
| Rottweil                         | Baden-Württemberg                | Rottweil               |
| Rügen                            | Mecklemburgo-Pomerânia Ocidental | Bergen                 |
| Saale-Holzland                   | Turíngia                         | Eisenberg              |
| Saale-Orla                       | Turíngia                         | Schleiz                |
| Saalfeld-Rudolstadt              | Turíngia                         | Saalfeld               |
| Saalekreis                       | Saxônia-Anhalt                   | Merseburg              |
| Saarbrücken                      | Serre                            | Saarbrücken            |
| Saarlouis                        | Serre                            | Saarlouis              |
| Saarpfalz                        | Serre                            | Homburg                |
| Sächsische Schweiz-Osterzgebirge | Saxônia                          | Pirna                  |
| Salzlandkreis                    | Saxônia-Anhalt                   | Bernburg               |
| Sankt Wendel                     | Serre                            | Sankt Wendel           |
| Schaumburg                       | Baixa Saxônia                    | Stadthagen             |
| Schleswig-Flensburg              | Schleswig-Holstein               | Schleswig              |
| Schmalkalden-Meiningen           | Turíngia                         | Meiningen              |
| Schwäbisch Hall                  | Baden-Württemberg                | Schwäbisch Hall        |
| Schwalm-Eder                     | Hesse                            | Homberg                |
| Schwandorf                       | Baviera                          | Schwandorf             |
| Schwarzwald-Baar                 | Baden-Württemberg                | Villingen-Schwenningen |
| Schweinfurt                      | Baviera                          | Schweinfurt¹           |
| Segeberg                         | Schleswig-Holstein               | Bad Segeberg           |
| Siegen-Wittgenstein              | Renânia do Norte-Vestfália       | Siegen                 |
| Sigmaringen                      | Baden-Württemberg                | Sigmaringen            |
| Soest                            | Renânia do Norte-Vestfália       | Soest                  |
| Heidekreis                       | Baixa Saxônia                    | Bad Fallingbostel      |
| Sömmerda                         | Turíngia                         | Sömmerda               |
| Sonneberg                        | Turíngia                         | Sonneberg              |
| Spree-Neiße                      | Brandemburgo                     | Forst                  |
| Stade                            | Baixa Saxônia                    | Stade                  |
| Starnberg                        | Baviera                          | Starnberg              |
| Steinburg                        | Schleswig-Holstein               | Itzehoe                |
| Steinfurt                        | Renânia do Norte-Vestfália       | Steinfurt              |
| Stendal                          | Saxônia-Anhalt                   | Stendal                |
| Stormarn                         | Schleswig-Holstein               | Bad Oldesloe           |
| Straubing-Bogen                  | Baviera                          | Straubing¹             |
| Südliche Weinstraße              | Renânia-Palatinado               | Landau¹                |
| Südwestpfalz                     | Renânia-Palatinado               | Pirmasens¹             |
| Teltow-Fläming                   | Brandemburgo                     | Luckenwalde            |
| Tirschenreuth                    | Baviera                          | Tirschenreuth          |
| Traunstein                       | Baviera                          | Traunstein             |
| Trier-Saarburg                   | Renânia-Palatinado               | Trier¹                 |
| Tübingen                         | Baden-Württemberg                | Tübingen               |
| Tuttlingen                       | Baden-Württemberg                | Tuttlingen             |
| Uckermark                        | Brandemburgo                     | Prenzlau               |
| Uecker-Randow                    | Mecklemburgo-Pomerânia Ocidental | Pasewalk               |
| Uelzen                           | Baixa Saxônia                    | Uelzen                 |
| Unna                             | Renânia do Norte-Vestfália       | Unna                   |
| Unstrut-Hainich                  | Turíngia                         | Mühlhausen             |
| Unterallgäu                      | Baviera                          | Mindelheim             |
| Vechta                           | Baixa Saxônia                    | Vechta                 |
| Verden                           | Baixa Saxônia                    | Verden                 |
| Viersen                          | Renânia do Norte-Vestfália       | Viersen                |
| Vogelsbergkreis                  | Hesse                            | Lauterbach             |
| Vogtlandkreis                    | Saxônia                          | Plauen                 |
| Vulkaneifel                      | Renânia-Palatinado               | Daun                   |
| Waldeck-Frankenberg              | Hesse                            | Korbach                |
| Waldshut                         | Baden-Württemberg                | Waldshut-Tiengen       |
| Warendorf                        | Renânia do Norte-Vestfália       | Warendorf              |
| Wartburgkreis                    | Turíngia                         | Bad Salzungen          |
| Weilheim-Schongau                | Baviera                          | Weilheim               |
| Weimarer Land                    | Turíngia                         | Apolda                 |
| Weißenburg-Gunzenhausen          | Baviera                          | Weißenburg             |
| Werra-Meißner                    | Hesse                            | Eschwege               |
| Wesel                            | Renânia do Norte-Vestfália       | Wesel                  |
| Wesermarsch                      | Baixa Saxônia                    | Brake                  |
| Westerwaldkreis                  | Renânia-Palatinado               | Montabaur              |
| Wetteraukreis                    | Hesse                            | Friedberg              |
| Wittenberg                       | Saxônia-Anhalt                   | Wittenberg             |
| Wittmund                         | Baixa Saxônia                    | Wittmund               |
| Wolfenbüttel                     | Baixa Saxônia                    | Wolfenbüttel           |
| Wunsiedel                        | Baviera                          | Wunsiedel              |
| Würzburg                         | Baviera                          | Würzburg¹              |
| Zollernalbkreis                  | Baden-Württemberg                | Balingen               |
| Zwickau                          | Saxônia                          | Zwickau                |

1 É sede da administração distrital, mas não está integrada no distrito, pois é uma cidade independente (com estatuto próprio de distrito)